# Osteomalacie
Osteomalacie is de benaming voor verweking van een bot. Osteomalacie is de volwassen vorm van rachitis en komt voor bij onvoldoende inbouw van calcium in een bot. De oorzaak heeft met name te maken met vitamine D. Door tekort aan vitamine D wordt er geen of onvoldoende calcium in het bot opgebouwd.
Een oorzaak van vitamine D-tekort is malabsorptie, waarmee in dit geval op een stoornis in de vetresorptie in de darmen wordt gedoeld. Vitamine D is immers vetoplosbaar, maar bij verminderde werking van de alvleesklier of volledige verwijdering van dit orgaan worden minder of geen alvleesklierenzymen geproduceerd, waardoor de vetten niet kunnen worden afgebroken en opgenomen. Als gevolg hiervan kan vitamine D dus ook niet worden opgenomen.
Ook onvoldoende calciumaanbod in de voeding vergroot de kans op osteomalacie.
De symptomen zijn:
- botpijnen
- spierzwakte

Botbreuken komen betrekkelijk weinig voor.
Bovenstaande staat in contrast met osteoporose, waarbij geen verweking van botweefsel optreedt, maar afname van de botdichtheid.